# Château de Wendel
Le château d’Hayange (improprement appelé Château de Wendel, ce qui ne fut jamais son nom) est un château situé en France sur la commune de Hayange, dans le département de la Moselle en région Grand Est. L'appellation courante "château de Wendel", du nom de la famille de Wendel qui l'a habité pendant près de 300 ans, est néanmoins incorrecte.
Des éléments du domaine font l’objet d’une inscription au titre des monuments historiques depuis le 24 juillet 1987.

## Historique
Château XIIIe siècle, détruit en 1521 et 1642, remanié à plusieurs reprises, colombier de 1763 (l'inscription 1767 lisible sur un fronton provenant sans doute d’autres bâtiments détruits).
En 1704, Jean-Martin Wendel acquiert les forges délabrées de la « Rodolphe ». Il fait reconstruire le château, en bordure immédiate du site sidérurgique. Les travaux s'achèvent 1720. Le château comprend alors un rez-de-chaussée et deux étages. La chapelle Sainte-Trinité est édifiée en 1727.
Puis le domaine s’agrandit au rythme de l’empire industriel. Le château est restauré et modifié par Humbert de Wendel (1876-1954). Les bâtiments d’origine ont été en partie démolis en 1935 et reconstruits dans le style néoclassique. Entre le château familial et le parc de l'Orangerie, la compagnie Wendel fait construire fin XIXe une grande aile néoclassique, le “Bureau Central” -aujourd’hui souvent appelé par erreur les "Grands Bureaux"- agrandie en 1920.
Abandonné depuis 1979, le corps central du château finit par menacer ruine, et en 2007, alors propriété de l'Établissement public foncier de Lorraine, il est détruit, ainsi qu'une partie des communs.
En 2012, la communauté d'agglomération du Val de Fensch lance une grande opération de réhabilitation du château en vue d'y installer son siège,. Sur l'emplacement du bâtiment central, un nouveau bâtiment en acier et verre raccorde depuis 2015 l'aile Ouest (de la chapelle) et l'aile Est (bâtiment de l'horloge).
Le colombier, les grilles d'enceinte et le grand portail, inscrits aux Monuments Historiques, font l'objet d'un projet de restauration, projet qui a été envisagé en 2018 comme monument représentant le Grand Est au Loto du Patrimoine. L'ensemble des Grands Bureaux, bien qu'inscrit MH et très abîmé par 40 ans d'inutilisation et de visites sauvages, ne fait pour l'instant l'objet d'aucun projet de restauration.

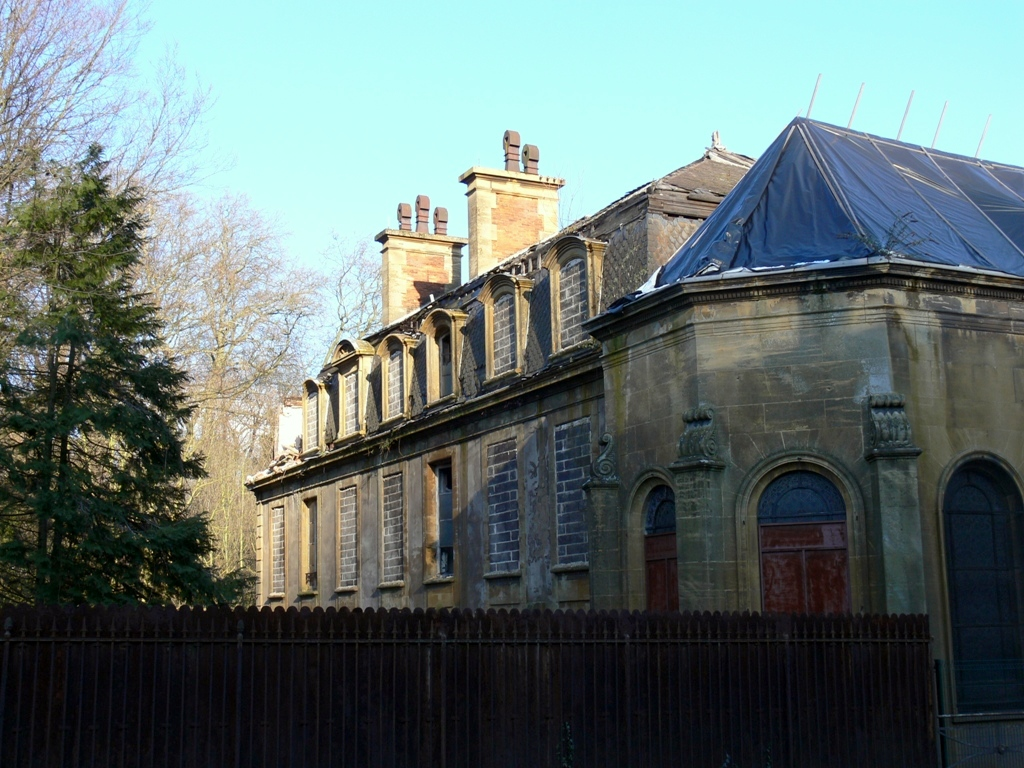
Aile Ouest de l'ancien château, avec la chapelle Sainte-Trinité.
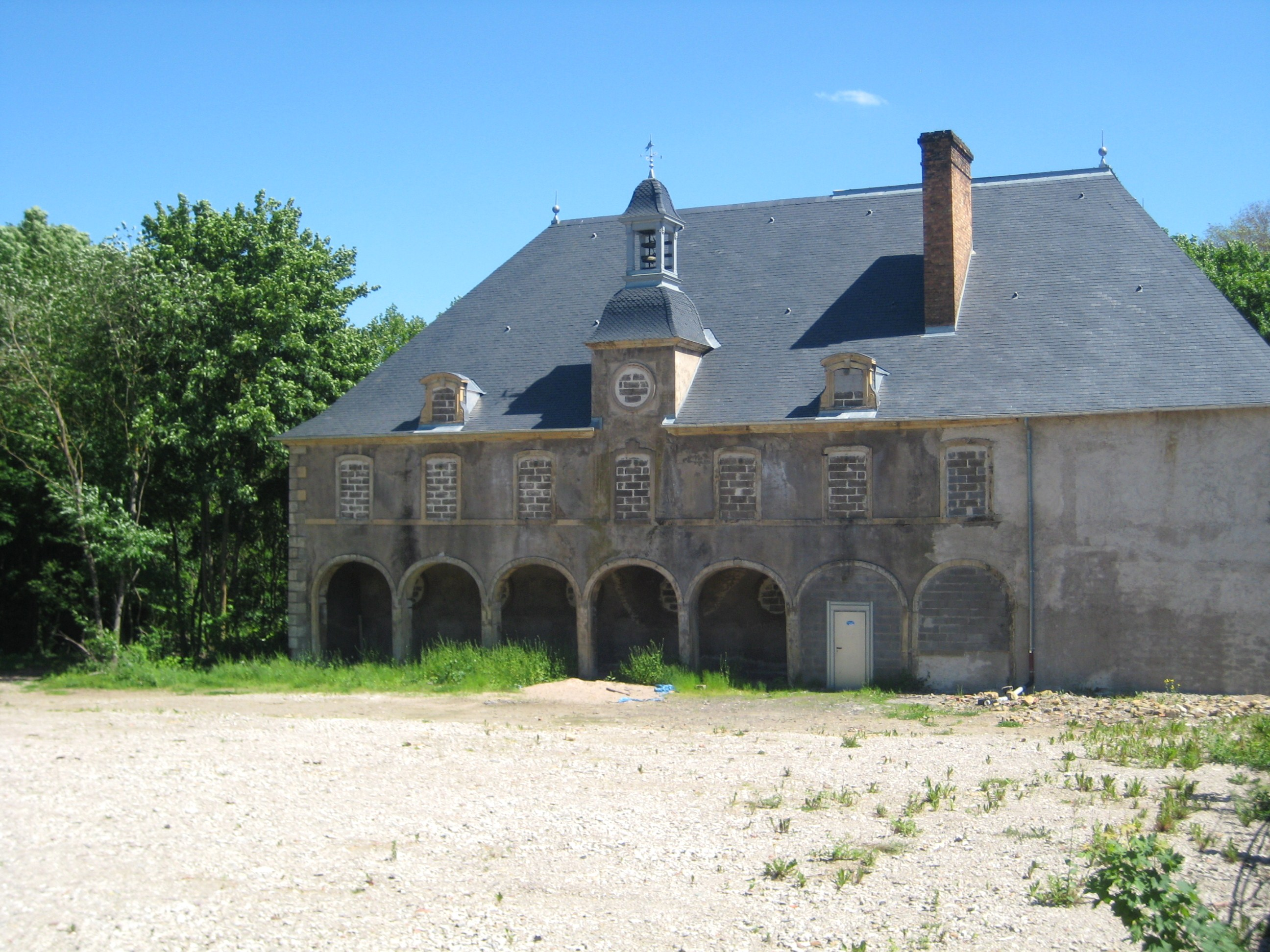
Le bâtiment de l’horloge (côté cour), avant restauration.

## Protection
- L'immeuble dit le Bureau central, le colombier et les grilles d'entrée du domaine sont inscrits au titre des monuments historiques par arrêté du 24 juillet 1987[1].

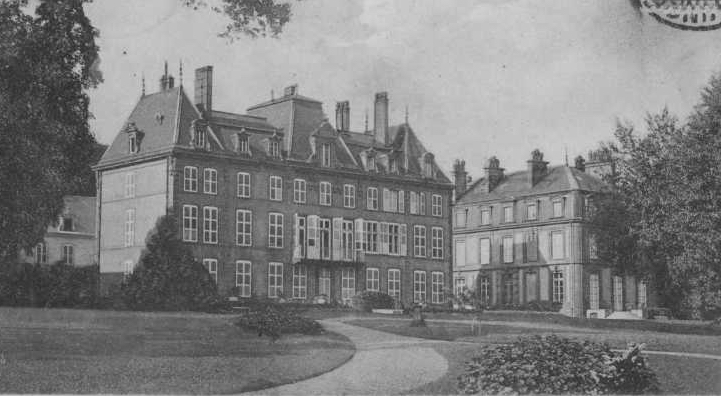
Le bâtiment central de l'ancien château, détruit en 2007-2008.